# Monarca de les Tanimbar
El monarca de les Tanimbar (Carterornis castus) és un ocell de la família dels monàrquids (Monarchidae).

## Hàbitat i distribució
Habita boscos i manglars de les illes Tanimbar.

## Taxonomia
Classificada de vegades com una subespècie del monarca de clatell blanc, actualment és considerada una espècie de ple dret arran treballs com ara Eaton et al 2016